# Мохамед Кано
Мохамед Кано (арап. محمد إبراهيم كنو, романизовано Mohamed Ibrahim Kanno; Хубар, 22. септембар 1994) професионални је саудијски фудбалер који игра у средини терена на позицији дефанзивног везног играча.

## Клупска каријера
Професионалну каријеру започео је у редовима екипе Итифаг иза Дамама, одакле је у јулу 2017. прешао у редове најбољег саудијског клуба Ел Хилала из Ријада. 

## Репрезентативна каријера
За сениорску репрезентацију Саудијске Арабије дебитовао је 25. децембра 2017. у утакмици Гулф купа против селекције УАЕ. 
Био је део националног тима и на Светском првенству 2018. у Русији, где је одиграо утакмицу другог кола групе А против селекције Уругваја.

## Успеси и признања
ФК Ел Хилал
- Саудијско првенство (1): 2017/18.